# Chưtankra
Chưtankra hay Chư Tan Kra là một bộ phim tài liệu Việt Nam về đề tài hậu chiến được thực hiện bởi Điện ảnh Quân đội nhân dân và do Thiếu tá Vũ Minh Phương làm đạo diễn và Đại tá, Nghệ sĩ ưu tú Phạm Tiến Cường làm Giám đốc sản xuất. Bộ phim được phát sóng trên kênh VTV1 và QPVN nhân dịp kỷ niệm 72 năm Ngày thương binh liệt sĩ.

## Nội dung
Bộ phim kể về hành trình đi tìm kiếm hài cốt đồng đội đã hy sinh tại dãy núi Chưtankra thuộc huyện Sa Thầy, tỉnh Kon Tum trong những năm Chiến tranh Việt Nam của các Cựu chiến binh Trung đoàn 209, hay còn gọi là Trung đoàn "lính mũ sắt Hà Nội".
Năm 1968, một trận chiến ác liệt giữa Quân đội nhân dân Việt Nam và Quân đội Hoa Kỳ đã diễn ra. Hơn 200 quân nhân của quân đội Việt Nam đã hy sinh quanh các cao điểm ở cánh rừng bên dãy núi Chưtankra. Trong nhiều năm liền, các gia đình thân nhân liệt sĩ luôn cố gắng tìm kiếm di hài cũng như mộ phần của người thân nhưng vô vọng. Đồng cảm với nỗi niềm ấy, những cựu chiến binh đã ngoài 70 của Trung đoàn 209 đã họp mặt và quyết định quay lại chiến trường xưa để tìm kiếm hài cốt đồng đội. Công việc tìm kiếm ấy miệt mài diễn ra trong suốt 10 năm liền.
Bộ phim được ghi hình vào chuyến thứ 30 trong hành trình 10 năm của các cựu chiến binh mũ sắt. Bên cạnh hành trình gian nan, bộ phim còn ca ngợi sự anh dũng chiến đấu và tinh thần sẵn sàng hi sinh của những người lính mũ sắt Hà Nội, cũng như tình nghĩa giữa người còn sống với những đồng đội cũ đã hy sinh của mình.
Bộ phim không chỉ là hành trình của các cựu chiến binh mũ sắt Hồ Đại Đồng, Nguyễn Văn Vĩnh, Dương Viết Lục, Nguyễn Minh Ngọc, của thân nhân các gia đình liệt sĩ... cùng với sự hỗ trợ của các cựu chiến binh Hoa Kỳ như Deryle Perryman, Steve Edmunds, Ronald Reddy, mà còn là những câu chuyện về những ngôi mộ tập thể trên dãy Trường Sơn.

## Sản xuất
Đoàn phim Chưtankra chỉ có 6 người, bao gồm đạo diễn, biên kịch, 2 quay phim, phụ quay và thu thanh. Ngoại trừ bản thân đạo diễn, Thiếu tá Vũ Minh Phương đã từng 2 lần đi cùng các cựu chiến binh, còn lại các thành viên khác trong đoàn phim đều là lần đầu tiên ăn, ở và sinh hoạt trong rừng. Giữa mùa mưa lũ, đoàn làm phim đã ghi lại hình ảnh các cựu chiến binh đi bộ hàng chục km, vượt suối, cất bốc và quy tập hơn 34 bộ hài cốt liệt sĩ để an táng đúng vào ngày thương binh liệt sĩ.

## Đón nhận
Chưtankra là một trong số ít phim tài liệu về đề tài thương binh liệt sĩ do các đạo diễn trẻ thực hiện trong những năm gần đây, và cũng trở thành nguồn cảm hứng cho nhà thơ Lữ Mai viết ra trường ca "Chưtankra mây trắng".

## Giải thưởng và Đề cử
| Năm  | Lễ trao giải                                              | Hạng mục      | Kết quả        | Nguồn                |
| ---- | --------------------------------------------------------- | ------------- | -------------- | -------------------- |
| 2020 | Giải Cánh diều 2019                                       | Phim tài liệu | Cánh diều vàng | [ 8 ] [ 9 ] [ 10 ]   |
| 2020 | Liên hoan phim Việt Nam lần thứ 21                        | Phim tài liệu | Bông sen bạc   | [ 11 ] [ 12 ] [ 13 ] |
| 2020 | Giải thưởng văn học nghệ thuật, báo chí của Bộ Quốc phòng |               | Giải A         | [ 14 ] [ 15 ]        |